# Гайдай, Игорь Николаевич
Игорь Николаевич Гайдай (род. 22 января 1961, Харьков, Украина) — украинский фотограф, автор фото-книг «Украинцы. Начало третьего тысячелетия» (1996—2003), «9 месяцев + 3 дня» (2006—2008) и «RAZOM.UA» (2004—2012).

## Биография
В 1985 году закончил кинофакультет Киевского театрального института им. Карпенко-Карого (в настоящее время КНУТКиТ им. И. К. Карпенко-Карого) по специальности «Кинооператор».
Дипломная операторская работа - короткометражный (20 минут) фильм «Дракон» с Николаем Гринько в главной роли, режиссёр — Антонис Пападопулос (Греция) по мотивам одноименного рассказа Рэя Брэдбери, награждена на фестивале «Молодость» (1984), «Фестивале киношкол мира» и др.
В составе инициативной группы участвовал в создании Союза фотохудожников Украины.
1984—1986 — преподаватель на кафедре кинорежиссуры в КГИТИ им. Карпенко-Карого (фотоосвещение и композиция)
1987—1991 — фотограф-художник, киностудия им. Довженко, Киев, Украина
1991 — создал собственную студию, которая явилась первой частной фото-студией на Украине.
С 1995 года по настоящее время — основатель, совладелец и арт-директор ООО «Гайдай студия»
15 лет сотрудничал с ведущими мировыми рекламными агентствами как независимый фотограф.
С 2002 года оставил работу в рекламе и посвятил своё время созданию и продюсированию собственных авторских фото-проектов и пропагандированию мировой фотографии на Украине и украинской фотографии в Европе, где неоднократно выставлял свои проекты, начиная с 1991 года.
Часть своей студии выделил под галерею («Камера»), в которой выставляет работы украинских и зарубежных фотографов.
Женат, двое детей.
«Artist in Residence» — Вена, Австрия, 2006 (проект «9+3»)
«Artist in Residence» — Арль, Бо-де-Прованс, Франция, 2010 (проект «Близкие»)
В настоящий момент продолжает работу над темами: «Хлеб», «Близкие», «Семья», «Animals»

## Выставки
- 1991 — выставка в Хайнсбурге, Франкфурт на Майне, ФРГ
- 1993 — участие в выставке «IMAGES D,UKRAINE», галерея «Chateau d`Eau», Тулуза, Франция
- 1994 — персональная выставка во Французском Культурном Центре, Киев, Украина
- 1996 — две персональные выставки и публикации в фото-журнале «Фотомагазин», Лейпциг, Германия
- 2001 — участие в выставке БРЕНД «УКРАЇНСЬКЕ», Центр Современного Искусства при НаУКМА, Киев, Украина
- 2003 — проект «Украинцы. Начало третьего тысячелетия»
- Издание фото-книги. Выставка в Центре Современного Искусства, Киев, Украина

### 2005
- выставка «НЮ», галерея «Л-Арт», Киев, Украина
- выставка «Космос украинского хлеба», галерея «КАМЕРА», Киев, Украина
- выставка «Украинцы…», «Евровидение», Киев, Украина
- выставка «Украинцы…», галерея «Le Pont Neuf», Париж, Франция
- выставка «Украинцы…», галерея «Ferme Sarasin», Женева, Швейцария

### 2006
- выставка «Одна дома», галерея «КАМЕРА», Киев, Украина
- выставка «Украинцы…», Краков, Польша
- выставка «Космос украинского хлеба», галерея Фонда Развития Искусств, Киев, Украина
- выставка «Украинцы…», Палас «Порциа», Вена, Австрия

### 2007
- выставка «АКВА», галерея «Камера», Киев, Украина
- выставка «РАЗОМ.UA», Украинский дом, Киев, Украина
- выставка «По дороге» совместно с Жаном Белондрадом, галерея Фонда Развития Искусств, Киев, Украина

из серии «САМАН», ГОГОЛЬFEST‘2007, Мистецький Арсенал, Киев, Украина

### 2008
- выставка «РАЗОМ.UA» (ВМЕСТЕ), Украинский дом, Киев, Украина
- выставка «По дороге» разом з Жаном Бєлондрадом, Донецк, Украина
- выставка «Космос украинского хлеба», ГОГОЛЬFEST‘2008, Мистецький Арсенал, Киев, Украина
- выставка «Украинцы…», «Медиатека», Тулуза, Франция
- выставка «По дороге» разом з Жаном Бєлондрадом, Днепропетровск, Украина
- выставка «Украинцы…», Хофбург, Иннсбрук, Австрия
- выставка «9 месяцев + 3 дня», Украинский дом, Киев, Украина
- издание книги «9 месяцев + 3 дня»
- выставка «9 месяцев + 3 дня», галерея «Боттега», Киев, Украина

### 2009
- выставка «9 месяцев + 3 дня», Галерея книжного Центра «Є», Ивано-Франковск, Украина
- выставка «Семьи Украины», Дом Кино, галерея «КАМЕРА», Киев, Украина
- выставка «9 месяцев + 3 дня», Галерея «ПРИМУС», Львов, Украина
- выставка «САМАН», «Fine Art» Украинский дом, Киев, Украина
- выставка «САМАН», ГОГОЛЬFEST‘2009, Мистецький Арсенал, Киев, Украина
- выставка «САМАН», "9 месяцев + 3 дня ", галерея Ольги Богомолець, Киев, Украина
- выставка «Украинцы…», галерея «5+5», Львів, Украина
- выставка «Украинцы…», Кинофестиваль «Молодость», Киев, Украина
- выставка «9 месяцев + 3 дня», Вена, Австрия